# UEFA Europa League 2014-2015 (fase a gironi)
Questa voce raccoglie un approfondimento sulle gare della fase a gironi dell'edizione 2014-2015 della UEFA Europa League.

## Sorteggio
| Gruppo | 1ª fascia   | 2ª fascia           | 3ª fascia       | 4ª fascia         |
| ------ | ----------- | ------------------- | --------------- | ----------------- |
| A      | Villarreal  | Borussia M'gladbach | Zurigo          | Apollōn Limassol  |
| B      | Copenaghen  | Club Bruges         | Torino          | HJK               |
| C      | Tottenham   | Beşiktaş            | Partizan        | Asteras Tripolīs  |
| D      | Salisburgo  | Celtic              | Dinamo Zagabria | Astra Giurgiu     |
| E      | PSV         | Panathīnaïkos       | Estoril Praia   | Dinamo Mosca      |
| F      | Inter       | Dnipro              | Saint-Étienne   | Qarabağ           |
| G      | Siviglia    | Standard Liegi      | Feyenoord       | Rijeka            |
| H      | Lilla       | Wolfsburg           | Everton         | Krasnodar         |
| I      | Napoli      | Sparta Praga        | Young Boys      | Slovan Bratislava |
| J      | Dinamo Kiev | Steaua Bucarest     | Rio Ave         | Aalborg           |
| K      | Fiorentina  | PAOK                | Guingamp        | Dinamo Minsk      |
| L      | Metalist    | Trabzonspor         | Legia Varsavia  | Lokeren           |

## Gruppo A
| Squadra             | P.ti | G | V | P | S | GF | GS | DG  |
| ------------------- | ---- | - | - | - | - | -- | -- | --- |
| Borussia M'gladbach | 12   | 6 | 3 | 3 | 0 | 14 | 4  | +10 |
| Villarreal          | 11   | 6 | 3 | 2 | 1 | 15 | 7  | +8  |
| Zurigo              | 7    | 6 | 2 | 1 | 3 | 10 | 14 | -4  |
| Apollōn Limassol    | 3    | 6 | 1 | 0 | 5 | 4  | 18 | -14 |

### Prima giornata
| Arbitro: | Ivan Kružliak |

|              |           |          |
| Herrmann 21’ | Marcatori | 68’ Uche |

| Arbitro: | Simon Lee Evans |

|                                        |           |                         |
| Papoulīs 9’ Gullón 40’ Koch 87’ (aut.) | Marcatori | 50’ Rikan 53’ Yapi Yapo |

### Seconda giornata
| Arbitro: | Slavko Vinčić |

|             |           |               |
| Etoundi 23’ | Marcatori | 25’ Nordtveit |

| Arbitro: | Arnold Hunter |

|                                  |           |  |
| Moreno 9’, 82’ Espinosa 44’, 51’ | Marcatori |  |

### Terza giornata
| Arbitro: | Halis Özkahya |

|                                             |           |                  |
| Cani 6’ Vietto 57’ Bruno 60’ dos Santos 78’ | Marcatori | 43’ Schönbächler |

| Arbitro: | Yevhen Aranovskiy |

|                                                             |           |  |
| Traoré 11’, 67’ Hrgota 56’ Herrmann 83’ Angeli 90+1’ (aut.) | Marcatori |  |

### Quarta giornata
| Arbitro: | Vladislav Bezborodov |

|                                    |           |                     |
| Etoundi 21’ Buff 26’ Chikhaoui 29’ | Marcatori | 19’ Pina 23’ Gerard |

| Arbitro: | Antony Gautier |

|  |           |                            |
|  | Marcatori | 56’ Raffael 90+5’ Herrmann |

### Quinta giornata
| Arbitro: | Szymon Marciniak |

|                          |           |                       |
| Vietto 26’ Cheryshev 63’ | Marcatori | 55’ Raffael 67’ Xhaka |

| Arbitro: | Kristo Tohver |

|                                               |           |            |
| Djimsiti 32’ Chikhaoui 39’ (rig.), 59’ (rig.) | Marcatori | 23’ F.Rosa |

### Sesta giornata
| Arbitro: | Luca Banti |

|                              |           |  |
| Herrmann 31’ Hrgota 59’, 64’ | Marcatori |  |

| Arbitro: | Serge Gumienny |

|  |           |                       |
|  | Marcatori | 35’ Gerard 40’ Vietto |

## Gruppo B
| Squadra     | P.ti | G | V | P | S | GF | GS | DG |
| ----------- | ---- | - | - | - | - | -- | -- | -- |
| Club Bruges | 12   | 6 | 3 | 3 | 0 | 10 | 2  | +8 |
| Torino      | 11   | 6 | 3 | 2 | 1 | 9  | 3  | +6 |
| HJK         | 6    | 6 | 2 | 0 | 4 | 5  | 11 | -6 |
| Copenaghen  | 4    | 6 | 1 | 1 | 4 | 5  | 13 | -8 |

### Prima giornata
| Bruges 18 settembre 2014, ore 19:00 CET | Club Bruges   | 0 – 0 referto | Torino | Stadio Jan Breydel (11 894 spett.)\| Arbitro: \| Halis Özkahya \| |
| Arbitro:                                | Halis Özkahya |               |        |                                                                   |

| Arbitro: | Yevhen Aranovskiy |

|                       |           |  |
| N. Jørgensen 68’, 81’ | Marcatori |  |

### Seconda giornata
| Arbitro: | Ognjen Valjić |

|  |           |                                                |
|  | Marcatori | 19’ (aut.) Heikkinen 70’ De Sutter 78’ De Bock |

| Arbitro: | Carlos Clos Gómez |

|                           |           |  |
| Quagliarella 90+4’ (rig.) | Marcatori |  |

### Terza giornata
| Arbitro: | Stephan Klossner |

|                         |           |  |
| Molinaro 35’ Amauri 58’ | Marcatori |  |

| Arbitro: | Michael Oliver |

|               |           |             |
| Vázquez 90+2’ | Marcatori | 89’ Amartey |

### Quarta giornata
| Arbitro: | Arnold Hunter |

|                    |           |                  |
| Baah 60’ Moren 81’ | Marcatori | 90’ Quagliarella |

| Arbitro: | Manuel Gräfe |

|  |           |                                  |
|  | Marcatori | 7’, 30’, 36’ Refaelov 60’ Vormer |

### Quinta giornata
| Torino 27 novembre 2014, ore 21:05 CET | Torino      | 0 – 0 referto | Club Bruges | Stadio Olimpico (15 102 spett.)\| Arbitro: \| Bas Nijhuis \| |
| Arbitro:                               | Bas Nijhuis |               |             |                                                              |

| Arbitro: | Tony Chapron |

|                       |           |             |
| Baah 29’ Kandji 90+3’ | Marcatori | 90’ Nilsson |

### Sesta giornata
| Arbitro: | Sergej Karasëv |

|                               |           |            |
| Gedoz 28’ (rig.) Refaelov 88’ | Marcatori | 51’ Kandji |

| Arbitro: | Vladislav Bezborodov |

|            |           |                                                             |
| Amartey 6’ | Marcatori | 15’, 47’ Martínez 42’ (rig.) Amauri 49’ Darmian 53’ G.Silva |

## Gruppo C
| Squadra          | P.ti | G | V | P | S | GF | GS | DG |
| ---------------- | ---- | - | - | - | - | -- | -- | -- |
| Beşiktaş         | 12   | 6 | 3 | 3 | 0 | 11 | 5  | +6 |
| Tottenham        | 11   | 6 | 3 | 2 | 1 | 9  | 4  | +5 |
| Asteras Tripolīs | 6    | 6 | 1 | 3 | 2 | 7  | 10 | -3 |
| Partizan         | 2    | 6 | 0 | 2 | 4 | 1  | 9  | -8 |

### Prima giornata
| Belgrado 18 settembre 2014, ore 19:00 CET | Partizan   | 0 – 0 referto | Tottenham | Stadio Partizan (22 112 spett.)\| Arbitro: \| Alon Yefet \| |
| Arbitro:                                  | Alon Yefet |               |           |                                                             |

| Arbitro: | Miroslav Zelinka |

|          |           |           |
| Töre 33’ | Marcatori | 88’ Parra |

### Seconda giornata
| Arbitro: | Danny Makkelie |

|                     |           |  |
| Usero 22’ Parra 52’ | Marcatori |  |

| Arbitro: | Manuel Gräfe |

|          |           |               |
| Kane 27’ | Marcatori | 89’ (rig.) Ba |

### Terza giornata
| Arbitro: | Ivan Kružliak |

|                                    |           |              |
| Kane 13’, 74’, 81’ Lamela 30’, 66’ | Marcatori | 89’ Barrales |

| Arbitro: | Paolo Mazzoleni |

|  |           |                                        |
|  | Marcatori | 18’ Kavlak 45’ Ba 52’ Özyakup 54’ Töre |

### Quarta giornata
| Arbitro: | Javier Estrada |

|                     |           |                              |
| Barrales 90’ (rig.) | Marcatori | 36’ (rig.) Townsend 42’ Kane |

| Arbitro: | Alexandru Tudor |

|                    |           |              |
| Ba 57’ (rig.), 62’ | Marcatori | 78’ Marković |

### Quinta giornata
| Arbitro: | Yevhen Aranovskiy |

|               |           |  |
| Stambouli 49’ | Marcatori |  |

| Arbitro: | Manuel De Sousa |

|                          |           |                        |
| J.Barrales 72’ Parra 83’ | Marcatori | 15’ Ba 61’ (rig.) Töre |

### Sesta giornata
| Belgrado 11 dicembre 2014, ore 19:00 CET | Partizan  | 0 – 0 referto | Asteras Tripolīs | Stadio Partizan (6 750 spett.)\| Arbitro: \| Paweł Gil \| |
| Arbitro:                                 | Paweł Gil |               |                  |                                                           |

| Arbitro: | Stefan Johannesson |

|           |           |  |
| Tosun 59’ | Marcatori |  |

## Gruppo D
| Squadra         | P.ti | G | V | P | S | GF | GS | DG  |
| --------------- | ---- | - | - | - | - | -- | -- | --- |
| Salisburgo      | 16   | 6 | 5 | 1 | 0 | 21 | 8  | +13 |
| Celtic          | 8    | 6 | 2 | 2 | 2 | 10 | 11 | -1  |
| Dinamo Zagabria | 6    | 6 | 2 | 0 | 4 | 12 | 15 | -3  |
| Astra Giurgiu   | 4    | 6 | 1 | 1 | 4 | 6  | 15 | -9  |

### Prima giornata
| Arbitro: | Artur Dias |

|                      |           |                      |
| Alan 36’ Soriano 78’ | Marcatori | 14’ Wakaso 60’ Brown |

| Arbitro: | Leontios Trattou |

|                                                   |           |           |
| Soudani 17’, 24’, 45+1’ Henríquez 70’ Ćorić 90+2’ | Marcatori | 82’ Chițu |

### Seconda giornata
| Arbitro: | Libor Kovařík |

|          |           |                       |
| Seto 15’ | Marcatori | 36’ Kampl 42’ Soriano |

| Arbitro: | Sébastien Delferière |

|            |           |  |
| Commons 6’ | Marcatori |  |

### Terza giornata
| Arbitro: | Kristinn Jakobsson |

|                           |           |            |
| Šćepović 73’ Johansen 79’ | Marcatori | 81’ Enache |

| Arbitro: | Serdar Gözübüyük |

|                                |           |                         |
| Alan 14’, 45’, 52’ Ramalho 49’ | Marcatori | 81’ Ademi 89’ Henríquez |

### Quarta giornata
| Arbitro: | Serhij Bojko |

|             |           |              |
| William 79’ | Marcatori | 32’ Johansen |

| Arbitro: | Michalīs Koukoulakīs |

|               |           |                                           |
| Henríquez 60’ | Marcatori | 40’, 64’, 85’ Soriano 59’ Kampl 72’ Bruno |

### Quinta giornata
| Arbitro: | Halis Özkahya |

|              |           |                               |
| Johansen 30’ | Marcatori | 8’, 13’ Alan 90+2’ Naby Keïta |

| Arbitro: | Sergei Lapochkin |

|            |           |  |
| Bukari 50’ | Marcatori |  |

### Sesta giornata
| Arbitro: | Paweł Raczkowski |

|                                            |           |              |
| Sabitzer 9’ Kampl 34’, 90+2’ Alan 46’, 70’ | Marcatori | 51’ Florescu |

| Arbitro: | Gediminas Mažeika |

|                                  |           |                                             |
| Pjaca 14’, 40’, 50’ Brozović 48’ | Marcatori | 23’ Commons 30’ Šćepović 82’ (aut.) Pivarić |

## Gruppo E
| Squadra       | P.ti | G | V | P | S | GF | GS | DG |
| ------------- | ---- | - | - | - | - | -- | -- | -- |
| Dinamo Mosca  | 18   | 6 | 6 | 0 | 0 | 9  | 3  | +6 |
| PSV           | 8    | 6 | 2 | 2 | 2 | 8  | 8  | 0  |
| Estoril Praia | 5    | 6 | 1 | 2 | 3 | 7  | 8  | -1 |
| Panathīnaïkos | 2    | 6 | 0 | 2 | 4 | 6  | 11 | -5 |

### Prima giornata
| Arbitro: | Bobby Madden |

|                    |           |  |
| de Jong 26’ (rig.) | Marcatori |  |

| Arbitro: | Daniele Orsato |

|           |           |                       |
| Dinas 63’ | Marcatori | 40’ Kokorin 49’ Ionov |

### Seconda giornata
| Arbitro: | Marcin Borski |

|              |           |  |
| Žirkov 90+3’ | Marcatori |  |

| Arbitro: | Serge Gumienny |

|                      |           |  |
| Kléber 52’ Amado 66’ | Marcatori |  |

### Terza giornata
| Arbitro: | Alon Yefet |

|               |           |                        |
| Tavares 90+5’ | Marcatori | 52’ Kokorin 80’ Žirkov |

| Arbitro: | Miroslav Zelinka |

|           |           |             |
| Depay 44’ | Marcatori | 87’ Karelis |

### Quarta giornata
| Arbitro: | Mattias Gestranius |

|             |           |  |
| Kurányi 77’ | Marcatori |  |

| Arbitro: | Marijo Strahonja |

|                       |           |                                       |
| Ajagun 11’ Petrić 43’ | Marcatori | 27’ Memphis 65’ De Jong 78’ Wijnaldum |

### Quinta giornata
| Arbitro: | Eitan Shemeulevitch |

|                                         |           |          |
| Triantafyllopoulos 55’ (aut.) Ionov 61’ | Marcatori | 14’ Berg |

| Arbitro: | Martin Strömbergsson |

|                                |           |                                     |
| Tó Zé 12’ Kuca 30’ D.Amado 39’ | Marcatori | 6’ Depay 14’ Narsingh 82’ Wijnaldum |

### Sesta giornata
| Arbitro: | István Vad |

|  |           |           |
|  | Marcatori | 90’ Ionov |

| Arbitro: | Harald Lechner |

|             |           |            |
| Karelis 55’ | Marcatori | 87’ Kléber |

## Gruppo F
| Squadra       | P.ti | G | V | P | S | GF | GS | DG |
| ------------- | ---- | - | - | - | - | -- | -- | -- |
| Inter         | 12   | 6 | 3 | 3 | 0 | 6  | 2  | +4 |
| Dnipro        | 7    | 6 | 2 | 1 | 3 | 4  | 5  | -1 |
| Qarabağ       | 6    | 6 | 1 | 3 | 2 | 3  | 5  | -2 |
| Saint-Étienne | 5    | 6 | 0 | 5 | 1 | 2  | 3  | -1 |

### Prima giornata
| Baku 18 settembre 2014, ore 18:00 CET | Qarabağ       | 0 – 0 referto | Saint-Étienne | Stadio Tofiq Bahramov (28.786 spett.)\| Arbitro: \| Steven McLean \| |
| Arbitro:                              | Steven McLean |               |               |                                                                      |

| Arbitro: | Felix Zwayer |

|  |           |                |
|  | Marcatori | 71’ D'Ambrosio |

### Seconda giornata
| Saint-Étienne 2 ottobre 2014, ore 21:05 CET | Saint-Étienne   | 0 – 0 referto | Dnipro | Stade Geoffroy-Guichard (28.207 spett.)\| Arbitro: \| Alexandru Tudor \| |
| Arbitro:                                    | Alexandru Tudor |               |        |                                                                          |

| Arbitro: | Aleksei Kulbakov |

|                           |           |  |
| D'Ambrosio 18’ Icardi 85’ | Marcatori |  |

### Terza giornata
| Milano 23 ottobre 2014, ore 21:05 CET | Inter          | 0 – 0 referto | Saint-Étienne | Stadio Giuseppe Meazza (33.379 spett.)\| Arbitro: \| Anthony Taylor \| |
| Arbitro:                              | Anthony Taylor |               |               |                                                                        |

| Arbitro: | Libor Kovařik |

|  |           |            |
|  | Marcatori | 21’ Muarem |

### Quarta giornata
| Arbitro: | Paweł Gil |

|            |           |                  |
| George 36’ | Marcatori | 15’, 73’ Kalinić |

| Arbitro: | Slavko Vinčić |

|          |           |          |
| Sall 50’ | Marcatori | 33’ Dodô |

### Quinta giornata
| Arbitro: | Bobby Madden |

|                            |           |           |
| Kuzmanović 30’ Osvaldo 50’ | Marcatori | 16’ Rotan |

| Arbitro: | Kristinn Jakobsson |

|                     |           |             |
| van Wolfswinkel 21’ | Marcatori | 15’ Nadirov |

### Sesta giornata
| Arbitro: | Marijo Strahonja |

|               |           |  |
| Fedec'kyj 66’ | Marcatori |  |

| Baku 11 dicembre 2014, ore 18:00 CET | Qarabağ          | 0 – 0 referto | Inter | Stadio Tofiq Bahramov (31 200 spett.)\| Arbitro: \| Miroslav Zelinka \| |
| Arbitro:                             | Miroslav Zelinka |               |       |                                                                         |

## Gruppo G
| Squadra        | P.ti | G | V | P | S | GF | GS | DG |
| -------------- | ---- | - | - | - | - | -- | -- | -- |
| Feyenoord      | 12   | 6 | 4 | 0 | 2 | 10 | 6  | +4 |
| Siviglia       | 11   | 6 | 3 | 2 | 1 | 8  | 5  | +3 |
| Rijeka         | 7    | 6 | 2 | 1 | 3 | 7  | 8  | -1 |
| Standard Liegi | 4    | 6 | 1 | 1 | 4 | 4  | 10 | -6 |

### Prima giornata
| Arbitro: | Cristian Balaj |

|                      |           |  |
| Ciman 74’ Araújo 87’ | Marcatori |  |

| Arbitro: | Ruddy Buquet |

|                         |           |  |
| Krychowiak 8’ M'Bia 31’ | Marcatori |  |

### Seconda giornata
| Arbitro: | Jorge Sousa |

|                       |           |           |
| Van Beek 47’ Manu 84’ | Marcatori | 65’ Viera |

| Arbitro: | Kenn Hansen |

|                                |           |                       |
| Kramarić 53’ (rig.) Kvržić 68’ | Marcatori | 26’ Aspas 90+1’ M'Bia |

### Terza giornata
| Arbitro: | Tom Harald Hagen |

|                               |           |               |
| Kramarić 63’, 71’, 76’ (rig.) | Marcatori | 66’ Toornstra |

| Liegi 23 ottobre 2014, ore 19:00 CET | Standard Liegi | 0 – 0 referto | Siviglia | Sclessin Stadion (10 365 spett.)\| Arbitro: \| Hüseyin Göçek \| |
| Arbitro:                             | Hüseyin Göçek  |               |          |                                                                 |

### Quarta giornata
| Arbitro: | Craig Thomson |

|                         |           |  |
| El Ahmadi 8’ Immers 20’ | Marcatori |  |

| Arbitro: | Bobby Madden |

|                                 |           |            |
| Gameiro 19’ Reyes 41’ Bacca 90’ | Marcatori | 32’ M'Poku |

### Quinta giornata
| Arbitro: | Stephan Studer |

|                                |           |  |
| Moisés 26’ Kramarić 34’ (rig.) | Marcatori |  |

| Arbitro: | Slavko Vinčić |

|                             |           |  |
| Toornstra 56’ El Ahmadi 83’ | Marcatori |  |

### Sesta giornata
| Arbitro: | Alon Yefet |

|  |           |                                    |
|  | Marcatori | 16’ Toornstra 60’ Boëtius 88’ Manu |

| Arbitro: | Manuel Gräfe |

|              |           |  |
| D.Suárez 20’ | Marcatori |  |

## Gruppo H
| Squadra   | P.ti | G | V | P | S | GF | GS | DG |
| --------- | ---- | - | - | - | - | -- | -- | -- |
| Everton   | 11   | 6 | 3 | 2 | 1 | 10 | 3  | +7 |
| Wolfsburg | 10   | 6 | 3 | 1 | 2 | 14 | 10 | +4 |
| Krasnodar | 6    | 6 | 1 | 3 | 2 | 7  | 12 | -5 |
| Lilla     | 4    | 6 | 0 | 4 | 2 | 3  | 9  | -6 |

### Prima giornata
| Arbitro: | Liran Liany |

|          |           |             |
| Kjær 63’ | Marcatori | 35’ Laborde |

| Arbitro: | Luca Banti |

|                                                                   |           |                 |
| Rodríguez 15’ (aut.) Coleman 45+1’ Baines 47’ (rig.) Mirallas 89’ | Marcatori | 90+4’ Rodríguez |

### Seconda giornata
| Arbitro: | Hüseyin Göçek |

|         |           |           |
| Ari 43’ | Marcatori | 82’ Eto'o |

| Arbitro: | Ovidiu Hațegan |

|               |           |                  |
| De Bruyne 82’ | Marcatori | 77’ (rig.) Origi |

### Terza giornata
| Arbitro: | Artur Dias |

|                                    |           |                                                          |
| Granqvist 51’ (rig.) Wanderson 86’ | Marcatori | 37’ (aut.) Granqvist 46’, 80’ De Bruyne 64’ Luiz Gustavo |

| Lilla 23 ottobre 2014, ore 19:00 CET | Lilla           | 0 – 0 referto | Everton | Stade Pierre-Mauroy\| Arbitro: \| Manuel De Sousa \| |
| Arbitro:                             | Manuel De Sousa |               |         |                                                      |

### Quarta giornata
| Arbitro: | Pol van Boekel |

|                                                         |           |               |
| Hunt 47’, 57’ Guilavogui 73’ Bendtner 89’ (rig.), 90+1’ | Marcatori | 72’ Wanderson |

| Arbitro: | Bas Nijhuis |

|                                     |           |  |
| Osman 27’ Jagielka 42’ Naismith 61’ | Marcatori |  |

### Quinta giornata
| Arbitro: | Ivan Kružliak |

|         |           |          |
| Ari 35’ | Marcatori | 79’ Roux |

| Arbitro: | Fernando Teixeira |

|  |           |                         |
|  | Marcatori | 43’ Lukaku 75’ Mirallas |

### Sesta giornata
| Arbitro: | Halis Özkahya |

|  |           |                                           |
|  | Marcatori | 45+1’ Vieirinha 65’, 89’ (rig.) Rodríguez |

| Arbitro: | István Kovács |

|  |           |             |
|  | Marcatori | 30’ Laborde |

## Gruppo I
| Squadra           | P.ti | G | V | P | S | GF | GS | DG  |
| ----------------- | ---- | - | - | - | - | -- | -- | --- |
| Napoli            | 13   | 6 | 4 | 1 | 1 | 11 | 3  | +8  |
| Young Boys        | 12   | 6 | 4 | 0 | 2 | 13 | 7  | +6  |
| Sparta Praga      | 10   | 6 | 3 | 1 | 2 | 11 | 6  | +5  |
| Slovan Bratislava | 0    | 6 | 0 | 0 | 6 | 1  | 20 | -19 |

### Prima giornata
| Arbitro: | Artyom Kuchin |

|                                                           |           |  |
| Lecjaks 5’ Steffen 29’ Nuzzolo 63’ Nikci 80’ Hoarau 90+2’ | Marcatori |  |

| Arbitro: | Kevin Blom |

|                                     |           |              |
| Higuaín 23’ (rig.) Mertens 51’, 81’ | Marcatori | 14’ Hušbauer |

### Seconda giornata
| Arbitro: | Michael Koukoulakis |

|                           |           |            |
| Vácha 27’ Lafata 28’, 85’ | Marcatori | 52’ Hoarau |

| Arbitro: | Marijo Strahonja |

|  |           |                        |
|  | Marcatori | 35’ Hamšík 74’ Higuaín |

### Terza giornata
| Arbitro: | Martin Strömbergsson |

|  |           |                                  |
|  | Marcatori | 56’ Lafata 61’ Konaté 81’ Krejčí |

| Arbitro: | Ruddy Buquet |

|                          |           |  |
| Hoarau 52’ Bertone 90+2’ | Marcatori |  |

### Quarta giornata
| Arbitro: | Aleksei Eskov |

|                                           |           |  |
| Lafata 29’, 83’ Krejčí 32’ Nhamoinesu 74’ | Marcatori |  |

| Arbitro: | Kenn Hansen |

|                           |           |  |
| De Guzmán 45+2’, 65’, 83’ | Marcatori |  |

### Quinta giornata
| Arbitro: | Pol van Boekel |

|            |           |                                |
| Soumah 11’ | Marcatori | 9’ (rig.) Hoarau 18’, 63’ Kubo |

| Praga 27 novembre 2014, ore 19:00 CET | Sparta Praga   | 0 – 0 referto | Napoli | Stadion Letná\| Arbitro: \| Andre Marriner \| |
| Arbitro:                              | Andre Marriner |               |        |                                               |

### Sesta giornata
| Arbitro: | Hüseyin Göçek |

|                                 |           |  |
| Hoarau 75’ (rig.) Steffen 90+4’ | Marcatori |  |

| Arbitro: | Aleksandar Stavrev |

|                                  |           |  |
| Mertens 6’ Hamšík 16’ Zapata 75’ | Marcatori |  |

## Gruppo J
| Squadra         | P.ti | G | V | P | S | GF | GS | DG |
| --------------- | ---- | - | - | - | - | -- | -- | -- |
| Dinamo Kiev     | 15   | 6 | 5 | 0 | 1 | 12 | 4  | +8 |
| Aalborg         | 9    | 6 | 3 | 0 | 3 | 5  | 10 | -5 |
| Steaua Bucarest | 7    | 6 | 2 | 1 | 3 | 11 | 9  | +2 |
| Rio Ave         | 4    | 6 | 1 | 1 | 4 | 5  | 10 | -5 |

### Prima giornata
| Arbitro: | Vladislav Bezborodov |

|                                                             |           |  |
| Sânmărtean 51’ Rusescu 59’ (rig.), 73’ Keșerü 61’, 65’, 72’ | Marcatori |  |

| Arbitro: | Stefan Johannesson |

|  |           |                                         |
|  | Marcatori | 20’ Jarmolenko 25’ Belhanda 70’ Kravec' |

### Seconda giornata
| Arbitro: | Robert Schörgenhofer |

|                                             |           |             |
| Jarmolenko 40’ Kravec' 66’ Teodorczyk 90+1’ | Marcatori | 89’ Rusescu |

| Arbitro: | Tony Chapron |

|              |           |  |
| Helenius 46’ | Marcatori |  |

### Terza giornata
| Arbitro: | Stephan Studer |

|                                   |           |  |
| Enevoldsen 11’ Thomsen 39’, 90+1’ | Marcatori |  |

| Arbitro: | Simon Lee Evans |

|                  |           |               |
| Rusescu 17’, 45’ | Marcatori | 48’ Del Valle |

### Quarta giornata
| Arbitro: | Aljaksej Kul'bakoŭ |

|                       |           |  |
| Vida 70’ Husyev 90+3’ | Marcatori |  |

| Arbitro: | Marcin Borski |

|                       |           |                        |
| Lopes 35’, 77’ (rig.) | Marcatori | 61’ Keșerü 90+4’ Filip |

### Quinta giornata
| Arbitro: | Felix Zwayer |

|                |           |  |
| Enevoldsen 72’ | Marcatori |  |

| Arbitro: | Tom Harald Hagen |

|                     |           |  |
| Lens 53’ Veloso 78’ | Marcatori |  |

### Sesta giornata
| Arbitro: | Michael Oliver |

|  |           |                           |
|  | Marcatori | 71’ Jarmolenko 90+4’ Lens |

| Arbitro: | Sébastien Delferière |

|                    |           |  |
| Del Valle 59’, 79’ | Marcatori |  |

## Gruppo K
| Squadra      | P.ti | G | V | P | S | GF | GS | DG  |
| ------------ | ---- | - | - | - | - | -- | -- | --- |
| Fiorentina   | 13   | 6 | 4 | 1 | 1 | 11 | 4  | +7  |
| Guingamp     | 10   | 6 | 3 | 1 | 2 | 7  | 6  | +1  |
| PAOK         | 7    | 6 | 2 | 1 | 3 | 10 | 7  | +3  |
| Dinamo Minsk | 4    | 6 | 1 | 1 | 4 | 3  | 14 | -11 |

### Prima giornata
| Arbitro: | Mattias Gestranius |

|                                                                             |           |             |
| Nikolić 3’ (aut.) Athanasiadīs 11’, 16’, 28’ Papadopoulos 50’ Tzandaris 90’ | Marcatori | 80’ Nikolić |

| Arbitro: | Harald Lechner |

|                                          |           |  |
| Vargas 34’ Cuadrado 67’ Bernardeschi 88’ | Marcatori |  |

### Seconda giornata
| Arbitro: | Gediminas Mažeika |

|                   |           |  |
| Marveaux 47’, 50’ | Marcatori |  |

| Arbitro: | Paweł Gil |

|  |           |                                          |
|  | Marcatori | 33’ Aquilani 62’ Iličič 67’ Bernardeschi |

### Terza giornata
| Barysaŭ 23 ottobre 2014, ore 19:00 CET | Dinamo Minsk       | 0 – 0 referto | Guingamp | Barysaŭ Arena\| Arbitro: \| Aleksandar Stavrev \| |
| Arbitro:                               | Aleksandar Stavrev |               |          |                                                   |

| Arbitro: | Felix Zwayer |

|  |           |            |
|  | Marcatori | 38’ Vargas |

### Quarta giornata
| Arbitro: | Artyom Kuchin |

|                          |           |  |
| Beauvue 44’ Mandanne 86’ | Marcatori |  |

| Arbitro: | Sébastien Delferière |

|             |           |             |
| Pasqual 88’ | Marcatori | 81’ Martens |

### Quinta giornata
| Arbitro: | Robert Schörgenhofer |

|  |           |                       |
|  | Marcatori | 82’, 88’ Athanasiadīs |

| Arbitro: | Aleksei Eskov |

|                    |           |                      |
| Beauvue 45’ (rig.) | Marcatori | 6’ Marin 13’ Babacar |

### Sesta giornata
| Arbitro: | Kevin Blom |

|                         |           |                 |
| Athanasiadīs 22’ (rig.) | Marcatori | 7’, 83’ Beauvue |

| Arbitro: | Cristian Balaj |

|           |           |                         |
| Marin 88’ | Marcatori | 39’ Kancavy 55’ Nikolić |

## Gruppo L
| Squadra        | P.ti | G | V | P | S | GF | GS | DG |
| -------------- | ---- | - | - | - | - | -- | -- | -- |
| Legia Varsavia | 15   | 6 | 5 | 0 | 1 | 7  | 2  | +5 |
| Trabzonspor    | 10   | 6 | 3 | 1 | 2 | 8  | 6  | +2 |
| Lokeren        | 10   | 6 | 3 | 1 | 2 | 4  | 4  | 0  |
| Metalist       | 0    | 6 | 0 | 0 | 6 | 3  | 10 | -7 |

### Prima giornata
| Arbitro: | Tom Harald Hagen |

|              |           |                           |
| Homenjuk 61’ | Marcatori | 25’ Constant 90+4’ Avraam |

| Arbitro: | Michael Oliver |

|             |           |  |
| Radović 58’ | Marcatori |  |

### Seconda giornata
| Arbitro: | Stephan Studer |

|             |           |  |
| De Pauw 74’ | Marcatori |  |

| Arbitro: | Viktor Kassai |

|  |           |                |
|  | Marcatori | 16’ Kucharczyk |

### Terza giornata
| Arbitro: | Gediminas Mažeika |

|  |           |          |
|  | Marcatori | 28’ Duda |

| Arbitro: | Liran Liany |

|                           |           |  |
| Yatabaré 54’ Constant 87’ | Marcatori |  |

### Quarta giornata
| Arbitro: | Gianluca Rocchi |

|           |           |             |
| Patosi 5’ | Marcatori | 45+2’ Waris |

| Arbitro: | Eitan Shemeulevitch |

|                         |           |           |
| Saganowski 29’ Duda 84’ | Marcatori | 22’ Kobin |

### Quinta giornata
| Arbitro: | Mattias Gestranius |

|                                               |           |              |
| Belkalem 36’ Ekici 86’ Horyainov 90+5’ (aut.) | Marcatori | 68’ Homenyuk |

| Arbitro: | Michael Koukoulakis |

|            |           |  |
| Vanaken 7’ | Marcatori |  |

### Sesta giornata
| Arbitro: | Leontios Trattou |

|  |           |          |
|  | Marcatori | 16’ Leye |

| Arbitro: | Kenn Hansen |

|                          |           |  |
| Öztürk 22’ (aut.) Sá 56’ | Marcatori |  |